# Совєтське (Бугурусланський район)
Совє́тське (рос. Советское) — село у складі Бугурусланського району Оренбурзької області, Росія.

## Населення
Населення — 669 осіб (2010; 835 у 2002).
Національний склад (станом на 2002 рік):
- росіяни — 46 %